# Alyona Rassohyna
Alyona Rassohyna (Dnipró, 11 de junio de 1990) es una artista marcial mixta ucraniana que compite en las divisiones de peso mínimo y peso paja en ONE Championship.

## Primeros años
Alyona se inició en las MMA por insistencia de su padre, después de que sufriera acoso escolar y éste decidiera que la niña debía aprender a defenderse. Alyona es entrenadora principal del Club "Rage" de Dnipro, junto con su marido Alexey Fedonov. En 2020, apareció en Supermama, un reality familiar psicológico ucraniano, en el que se calificaba a los padres según lo buenos que fueran.

## Carrera de artes marciales mixtas

### Primeros años
Comenzando su carrera en 2010, Alyona luchó la mayor parte de su carrera temprana en la escena regional ucraniana, la mayoría para la promoción Oplot Challenge, compilando un récord de 10-2. En 2014, se enfrentó a la veterana de Invicta FC Katja Kankaanpää en Lappeenranta Fight Night 10 el 17 de mayo de 2014 y a la veterana de UFC y Rizin FF Seo Hee Ham en el debut de Alyona en el peso atómico en Road FC 018 el 30 de agosto de 2014. Perdió su pelea contra Katja vía armbar en el segundo asalto y su pelea contra Ham por decisión unánime.
Tras su derrota ante Seo Hee Ham, decidió tomarse un tiempo de descanso en su carrera debido al nacimiento de su hija.
Al competir con el World Warriors Fighting Championship, Alyona ganó sus dos combates para la promoción, contra Samantha Jean-Francois y Elaine Leal, el primero de ellos por el Campeonato de Peso Atómico del WWFC.

### ONE Championship
En su debut en ONE Championship, Alyona se enfrentó a Stamp Fairtex en ONE Championship: Unbreakable 3, el 22 de enero de 2021. A pesar de dominar la mayor parte del combate, Alyona ganó por sumisión en los últimos segundos, lo que supuso la primera derrota de Stamp en la competición de MMA.
Alyona se enfrentó a Stamp Fairtex en una revancha como combate de cuartos de final del ONE Championship 2021 Atomweight GP en ONE Championship: Empower el 28 de mayo de 2021. Sin embargo, el evento fue pospuesto debido a la pandemia de coronavirus. El evento fue reprogramado para el 3 de septiembre de 2021. Perdió el combate por decisión dividida.

## Récord en artes marciales mixtas
| Resultado | Récord | Oponente               | Método                      | Evento                                  | Fecha                    | Ronda | Tiempo | Localización     |
| --------- | ------ | ---------------------- | --------------------------- | --------------------------------------- | ------------------------ | ----- | ------ | ---------------- |
| Derrota   | 13–6   | Denice Zamboanga       | TKO (codos y puñetazos)     | ONE Fight Night 27                      | 11 de enero de 2025      | 2     | 4:47   | Bangkok          |
| Derrota   | 13–5   | Stamp Fairtex          | Decisión (split)            | ONE Championship: Empower               | 3 de septiembre de 2021  | 3     | 5:00   | Kallang          |
| Victoria  | 13–4   | Stamp Fairtex          | Sumisión (guillotine choke) | ONE Championship: Unbreakable 3         | 22 de enero de 2021      | 3     | 4:59   | Kallang          |
| Victoria  | 12–4   | Elaine Leal            | Sumisión (armbar)           | World Warriors Fighting Championship 15 | 21 de septiembre de 2019 | 1     | 1:02   | Kiev             |
| Victoria  | 11–4   | Samantha Jean-Francois | Sumisión (armbar)           | World Warriors Fighting Championship 11 | 16 de junio de 2018      | 1     | 4:25   | Kiev             |
| Derrota   | 10–4   | Seo Hee Ham            | Decisión (unánime)          | Road FC 018                             | 30 de agosto de 2014     | 2     | 5:00   | Seúl             |
| Derrota   | 10–3   | Katja Kankaanpää       | Sumisión (armbar)           | Lappeenranta Fight Night 10             | 17 de mayo de 2014       | 2     | 0:49   | Lappeenranta     |
| Victoria  | 10–2   | Lyudmyla Pylypchak     | Sumisión (armbar)           | Oplot Challenge 87                      | 9 de noviembre de 2013   | 1     | 2:33   | Járkov           |
| Victoria  | 9–2    | Yana Kuzioma           | Sumisión (armbar)           | ECSF: Battle on the Dnieper 2           | 31 de agosto de 2013     | 1     | 1:21   | Dniprodzerzhynsk |
| Victoria  | 8–2    | Alisa Alimova          | Sumisión (armbar)           | Oplot Challenge 69                      | 22 de junio de 2013      | 1     | 2:20   | Járkov           |
| Victoria  | 7–2    | Anastasiya Rybalochko  | Sumisión (armbar)           | Oplot Challenge 37                      | 23 de febrero de 2013    | 1     | 2:28   | Járkov           |
| Victoria  | 6–2    | Marina Logvina         | Sumisión (armbar)           | Oplot Challenge 16                      | 1 de diciembre de 2012   | 1     | 4:15   | Járkov           |
| Derrota   | 5–2    | Anna Bezhenar          | Sumisión (armbar)           | Oplot Challenge 4                       | 15 de septiembre de 2012 | 1     | 4:30   | Járkov           |
| Victoria  | 5–1    | Ekaterina Muhortikova  | Sumisión (armbar)           | IKF: World MMA Championship             | 8 de junio de 2012       | 1     | 3:02   | Tallin           |
| Victoria  | 4–1    | Anna Moldavchuk        | Sumisión (armbar)           | Oplot Challenge 2                       | 13 de mayo de 2012       | 1     | 1:16   | Járkov           |
| Victoria  | 3–1    | Risalat Mingbatyrova   | Sumisión (armbar)           | Oplot Challenge 1                       | 25 de marzo de 2012      | 1     | 3:53   | Járkov           |
| Victoria  | 2–1    | Milena Koleva          | Decisión (unánime)          | FDI Real Kech: Battle of Sofia          | 17 de septiembre de 2011 | 3     | 5:00   | Sofía            |
| Derrota   | 1–1    | Risalat Mingbatyrova   | Decisión (unánime)          | ProFC 28: Union Nation Cup              | 6 de mayo de 2011        | 2     | 5:00   | Simferópol       |
| Victoria  | 1–0    | Olga Denisenko         | Decisión (unánime)          | M-1: Battle Of Champions                | 26 de noviembre de 2010  | 2     | 5:00   | Simferópol       |

## Enlaces personales
- Alyona Rassohyna en Instagram

- Datos: Q106328234

- Esta obra contiene una traducción  derivada de «Alyona Rassohyna» de Wikipedia en inglés, publicada por sus editores bajo la Licencia de documentación libre de GNU y la Licencia Creative Commons Atribución-CompartirIgual 4.0 Internacional.